# Альберто Спінола
Альберто Спінола (італ. Alberto Spinola, 11 травня 1943 — 2018) — італійський ватерполіст.
Учасник Олімпійських Ігор 1964 року.